# Масао Куме
Масао Куме (на японски: 久米 正雄) е японски драматург, журналист, преводач, поет и писател на произведения в жанровете поезия, хайку и драма.

## Биография и творчество
Масао Куме е роден на 23 ноември 1891 г. в Уеда, Нагано, Япония. По време на детството му се случва трагедия, която оставя своя отпечатък върху цялото му творчество. Пожар разрушава училището, на което баща му е директор, и в пожара изгаря портретът на императора. Баща му поема отговорността, като се самоубива. След това той отраства в дома на майка си в Корияма. Обича литературата от ранно детство и проявява интерес към хайку поезията. Завършва гимназия „Асака“ в Корияма.
Завършва английска филология в Токийския имперски университет. Заедно със състудентите си Кан Кикучи и Рюноске Акутагава се включва в литературна група, която публикува студентското списание „Shinshichō“.
През 1914 г. прави дебют като драматург с пиесата „Gyūnyūya no Kyōdai“, която става много популярна. През 1915 г. публикува пиесата „Abukuma Shinju“ и сборник разкази. По това време има връзка с писателката Юрико Миямото.
Първият ѝ му роман „Chichi no Shi“ е публикуван през 1916 г. Славата му нараства с издаването на романите „Hotaru Gusa“, „Hasen“ и „Bosan“.
През 1923 г. след Голямото земетресение в Канто се премества от Токио в Камакура, установявайки се за постоянно. Същата година се жени за съпругата си Цуяко. Става видна личност в литературните среди на Камакура, помагайки създаването на местен PEN клуб, карнавала „Камакура“ и ръководи местната библиотека. Пише също като литературен критик и прави преводи на европейска литература – Шекспир, Виктор Юго и Александър Дюма. През 1929 г. пътува дълго из Европа.
През 1933 г. се кандидатира за кмет на Камакура, но кандидатурата му е анулирана, след като заедно с писателите Мацутаро Камагучи и Тон Сатоми е арестуван за хазартна игра на карти.
От 1938 г. работи като ръководител на отдел във вестник „Майничи Шимбун“ в Токио. По време на Втората световна война е секретар в Парламента.
Масао Куме страда от високо кръвно и умира от инсулт на 1 март 1952 г. в Камакура, Канагава, Япония. Погребан е в храма „Зуисен-джи“.
Къщата му е преместена през 2000 г. от Камакура в Корияма и в нея се помещава музеят „Koriyama Bunkagu no Mori“ със специална зала в негова памет. Негова бронзова статуя е поставена и край храма „Хаседера“ в Камакура.

## Произведения
частично
- Gyūnyūya no Kyōdai, 牛乳屋の兄弟 (1914) – пиеса
- Abukuma Shinju (1915) – пиеса
- Chichi no Shi,父の死 (1916)
- Zenshū (1930)
- Tsuki yori no shisha, 月よりの使者 (1934)
- Hotaru Gusa, 螢草 ()
- Hasen,破船 ()
- Bosan, 墓参 ()
- Maki Uta, 牧唄 () – хайку
- Kaeribana,返り花 () – хайку

### Издадени в България
- Тигърът, изд.: „Народна култура“, София (1973), прев. Христо Кънев

### Екранизации
екранизациите са основно по разказите на писателя
- 1921 Shakko
- 1923 Makiba no kyôdai
- 1930 Hakaranno uta
- 1931 Eikan namida ari
- 1932 Byakuya wa akaruku
- 1933 Seidon
- 1933 Sôbô
- 1934 Tsuki yori no shisha
- 1934 Kinkanshoku
- 1934 Karisome no kuchibeni
- 1934 Kensetsu no hitobito
- 1935 Ryûzenkô
- 1938 Shin ryûô
- 1939 Byakuran no uta: zenpen: kôhen